# Radio Uptown
Radio Uptown er en radiostation, der i 2003 blev opkøbt af SBS Radio, der også ejer The Voice og TV Danmark.
Stationen sendte i København på 103.9 MHz, men måtte kort før den blev opkøbt af SBS Radio skifte frekvens til 105.4 MHz som en følge af etableringen af det nye FM5 sendenet til Sky Radio.
Radio Uptown blev grundlagt af Glenn Lau Rentius efter han havde forladt radiostationen The Voice. Først som to sideløbende radiostationer, den mere rockede og rå Downtown der sendte fra Frederiksberg på 107.9 MHz og den mere poppede Uptown, der sendte fra Jægersborg Vandtårn på 103.9 MHz. De første studier lå på Ordrup Jagtvej og senere flyttede Radio Uptown ind i Boltens Gård, i de lokaler der senere husede diskoteket NASA, og derefter til Ny Østergade. 
Stationen flyttede til Ny Østergade for at imødekomme kravene om mere plads – i forbindelse med etableringen af Radio 2. 
I 2009 blev varemærkerettighederne til Radio Uptown erhvervet af Kasper Krüger, der året efter etablerede Uptown TV som en musik tv-kanal med udelukkende danske musikvideoer.

## Værter
- Anders Aagaard
- Carsten Lakner
- Jesper Bæhrenz
- Philip Lundsgaard
- Dan Rachlin
- Flemming Beck
- Henrik Wacher
- Jonas Gülstorff Jonas & Julie
- Julie Lund Jonas & Julie
- Kasper Krüger
- Maria Bentzon
- Steen Pedersen
- Marlene Steinhauer
- Michael Paulsen
- Mikkel Westerkam
- Niels "Fez" Pedersen
- Patrick Bay Damsted (1991-1996)
- Rune Petersen (1988-1990 & 1991-1994)
- Timm Dinesen
- Thomas Henriksen
- John Støjko (1990-1996)
- Gitte Kabel
- Henrik Hannibal
- Andy King AKA Andrew Peter Thompson (1986-1992)
- Nikolaj Vraa
- Jens Christian Steen Thonbo
- Eddie Michel
- Jan Brodde

## Andre vigtige personer
Henrik Bebe – der etablerede studier og sendeforbindelser fra Ny Østergade. 
Lars Jul – reklameproducer